# 일레나 디크루즈
일레나 디크루즈(힌디어: इलियाना डी'क्रूज़, 영어: Ileana D'Cruz, 1986년 11월 1일 ~ )는 인도의 배우, 모델이다.